# Svenska mästerskapen i jujutsu 1995
Svenska mästerskapen i ju-jutsu 1995 avgjordes i Timrå för duotävlingar och i Nacka för kamptävlingarna).
Arrangerande föreningar var  Nacka ju-jutsuklubb och Timrå Ju-jutsuklubb. 

## Resultat
| Placering | Namn              | Klubb          |
| --------- | ----------------- | -------------- |
| Guld      | Annika Lindau     | Nacka JJK      |
| Silver    | Anneli Notström   | Nacka JJK      |
| Brons     | Ingela Viktorsson | Umeå Budoklubb |

| Placering | Namn          | Klubb          |
| --------- | ------------- | -------------- |
| Guld      | Malin Dotzsky | Borlänge JJK   |
| Silver    | Anna Dimberg  | Uppsala JJK    |
| Brons     | Jennie Brolin | Sandvikens JJK |

| Placering | Namn             | Klubb        |
| --------- | ---------------- | ------------ |
| Guld      | Musse Hasselvall | Nacka JJK    |
| Silver    | Björn Nilsson    | Växjö JJK    |
| Brons     | Magnus Larsson   | Borlänge JJK |

| Placering | Namn           | Klubb          |
| --------- | -------------- | -------------- |
| Guld      | Johan Blomdahl | Herrljunga JJK |
| Silver    | Niklas Poijes  | Nacka JJK      |
| Brons     | Roger Bergman  | Stockholms JJD |

| Placering | Namn             | Klubb          |
| --------- | ---------------- | -------------- |
| Guld      | Ricard Carneborn | Nacka JJK      |
| Silver    | Mikael Arvidsson | Sandvikens JJK |
| Brons     | Christer Öqvist  | Umeå Budoklubb |

| Placering | Namn            | Klubb                |
| --------- | --------------- | -------------------- |
| Guld      | Lars Pettersson | Borlänge JJK         |
| Silver    | Niklas Prästhus | Enköpings JJK        |
| Brons     | Morgan Stoppert | Linköpings Budoklubb |

| Placering | Namn             | Klubb              |
| --------- | ---------------- | ------------------ |
| Guld      | Magnus Cederblad | Stockholms JJD     |
| Silver    | Henric Lidberg   | BK Hiyama, Varberg |
| Brons     | Mats Lundbäck    | Emmaboda JJK       |

| Placering | Namn                              | Klubb                |
| --------- | --------------------------------- | -------------------- |
| Guld      | Kåre Nordström / Morgan Nordström | Timrå JJK            |
| Silver    | Mikael Östh / Markus Svensson     | Sundsvalls Budoklubb |
| Brons     | Patrik Thorén / Henrik Johansson  | Mora JJK             |

| Placering | Namn                                | Klubb            |
| --------- | ----------------------------------- | ---------------- |
| Guld      | Monika Laxfors / Isabelle Sarfati   | Upplands-Bro JJK |
| Silver    | Katarina Bergkvist / Eva Pettersson | Timrå JJK        |

| Placering | Namn                              | Klubb         |
| --------- | --------------------------------- | ------------- |
| Guld      | Sara Johansson / Stefan Lindström | Växjö JJK     |
| Silver    | Cecilia Bröms / Conny Mathiasen   | Sollentuna BK |
| Brons     | Margareta Selander / Anders Lodin | Timrå JJK     |